# Сава Седмочисленик
Вижте пояснителната страница за други личности с името Сава.
Свети Сава Седмочисленик (роден около 810-840 г. и починал между 880 и 920 г.) е български книжовник от 9 век; ученик на Кирил и Методий. Канонизиран е за светец. Православната църква го тачи и като един от светите Седмочисленици.
Отбелязан в едно житие на св. Климент Охридски като един от „избраните и корифеите“ сред Кирило-Методиевите ученици, неговия култ е бил особено почитан в България и Византия. През 868 г. в Рим той и Ангеларий са ръкоположени за дякони от епископите Формоза и Гаудерик, докато Горазд, Климент и Наум са ръкоположени за свещеници от същите епископи. През 885 г. папа Стефан V издава папска була, за да забрани използването на славянска литургия, а през 886 г. князът на Великоморавия Святопол I прогонва учениците на двамата братя. Пътят на Сава и останалите четири от тях до Първото българско царство остава неясен. Те се заселват в България, където са посрещнати от княз Борис I и им е възложено да създадат духовни училища. Сава умира в края на 9 век/началото на 10 век. Името му е забравено през следващите векове – в Бориловия Синодик Сава е поставен редом с Кирил, Методий, Климент, Горазд, Наум и Ангеларий които „просветили българския народ“ и „много се потрудили за славянската книга“. Не са известни произведения, излезли изпод перото на Сава.